# Echembrote
Echembrote o Equembrot (en llatí Echembrotus, en grec antic Ἐχέμβροτος) va ser un poeta, músic i flautista (αὐλῳδός), natural de l'Arcàdia, que va viure els últims anys del segle vii aC.
Va compondre diverses obres de caràcter elegíac, amb acompanyament d'aulos (αὐλός), i en el tercer any de 48a Olimpíada (586 aC), va obtenir una gran victòria als Jocs Pítics. Per aquest motiu va dedicar a l'Hèracles de Tebes un trípode de bronze amb una dedicatòria en vers, que ha conservat Pausànies, on diu que va guanyar el premi pels seus poemes i elegies musicals cantades amb l'acompanyament d'una flauta.